# ماريانا فيغا
ماريانا فيغا (بالإسبانية: Mariana Vega) هي مغنية فنزويلية، ولدت في 11 فبراير 1985 في كاراكاس في فنزويلا.

## وصلات خارجية
- الموقع الرسمي
- ماريانا فيغا على موقع ميوزك برينز (الإنجليزية)